# Партизанська війна в Литві
Партизанська війна в Литві (лит. Lietuvos partizanai) — загальна назва антикомуністичного руху опору, що мав місце на території Литви після завершення Другої світової війни упродовж 1944—1953 років. Партизани ставили за мету звільнення від радянської окупації та відновлення втраченої незалежності та литовської державності.
Подібні угруповання антирадянського спротиву, відомі під назвами «лісових братів» та «проклятих солдатів», існували й в інших державах центрально-східної Європи: Естонії, Латвії, Польщі, Румунії та України. За роки десятилітньої боротьби литовські партизани втратили вбитими або пізніше страченими загонами НКВС до 30000 осіб.

## Статистичні дані
У 1944—1952 роках було заарештовано 18,819 учасників опору радянській окупації, з яких 12,459 осіб були підпільними прихильниками. Під час партизанського періоду війни, у Литві вбили 20,101 партизанів (близько половини 16-21-річних). У цей період легалізували 8,493 бійців. За історичними даними станом на осінь 1944 року було близько 12 тисяч партизан. Литовських партизанів навесні 1945 року було близько 30 тисяч, в 1946 році влітку — близько 4,5 тисяч осіб, а 1950 року залишилось близько 1,2 тисяч литовських партизанів.

## Передумови виникнення
Литва здобула свою незалежність в 1918 році після розпаду Російської імперії. У міжвоєнний період зросла напруженість в Європі, Третій Рейх і Радянський Союз підписали Пакт Молотова — Ріббентропа, який розділив Східну Європу на сфери впливу. Згодом, Литва була окупована Радянським Союзом в червні 1940 року. Радянський Союз запровадив політику репресії та радянізації. У червні 1941 року Радянським Союзом депортовано понад 17,000 литовців для примусової праці у віддалені райони Сибіру. Коли кілька днів по тому Німеччина почала вторгнення до Радянського Союзу, литовці організували масове антирадянське повстання. Спочатку литовці зустріли німців як визволителів від репресивної радянської влади і будували плани відновлення незалежної Литви. Проте, відношення до німців дуже швидко змінилося, як відповідь на продовження окупації Литви тепер уже Третім Рейхом.
На відміну від Латвії та Естонії, де німці мобілізовувало місцеве населення до військових формувань в рамках Ваффен-СС, Литва бойкотувала німецькі призови і ніколи не мала свого національного підрозділу Ваффен-СС. У 1944 році нацистська влада створила 10-тисячний литовський підрозділ територіальної оборони під командуванням генерала Повіласа Плехавічюса, для боротьби з радянськими партизанами на чолі з Антанасом Снечкусом і польськими партизанами (Lesní). Німці, проте, швидко сприйняли цю силу як загрозу для їхнього окупаційного режиму. Старших співробітників тероборони було заарештовано 15 травня 1944 року, а генерал Плехавічюс був депортований до концтабору у Саласпілсі, Латвії. Проте, близько половини добровольців, які залишилися, були сформовані партизанські загони Сил оборони, що розчинилися в сільській місцевості в рамках підготовки до партизанських дій проти Радянської Армії по мірі наближення Східного фронту. Ці люди лягли в основу литовських партизанів.

## Організація
Опір в Литві було добре організовано, і військове керівництво через мережу командирів партизанських загонів було в змозі ефективно контролювати цілі райони сільської місцевості аж до 1949 року. Їх озброєння входили чеські гармати Skoda, кулемети Максима, міномети та широкий спектр переважно німецьких і радянських легких кулеметів і пістолетів-кулеметів. Непрямі бої з Радянською Армією чи спеціальними підрозділами НКВС, засідки, диверсії, вбивства місцевих комуністичних активістів і чиновників, звільнення ув'язнених партизан, друк підпільних газет істотно затримували встановлення радянської влади в країні. Захоплені окупаційною владою литовські лісові брати часто піддавалися тортурам і страчувалися, в той час як їхні родичі зіткнулися з депортацією до Сибіру.

## Збройний опір

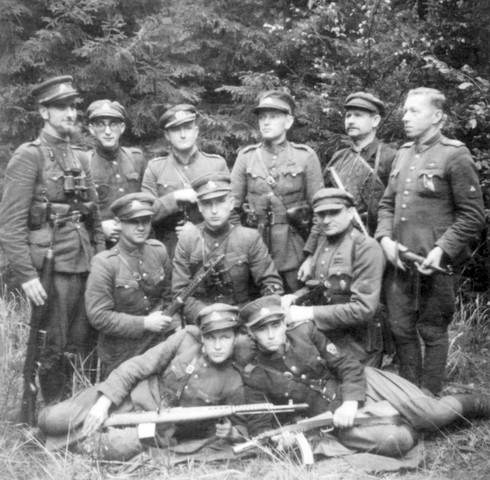
Литовські партизани

### Розквіт: літо 1944— літо 1946

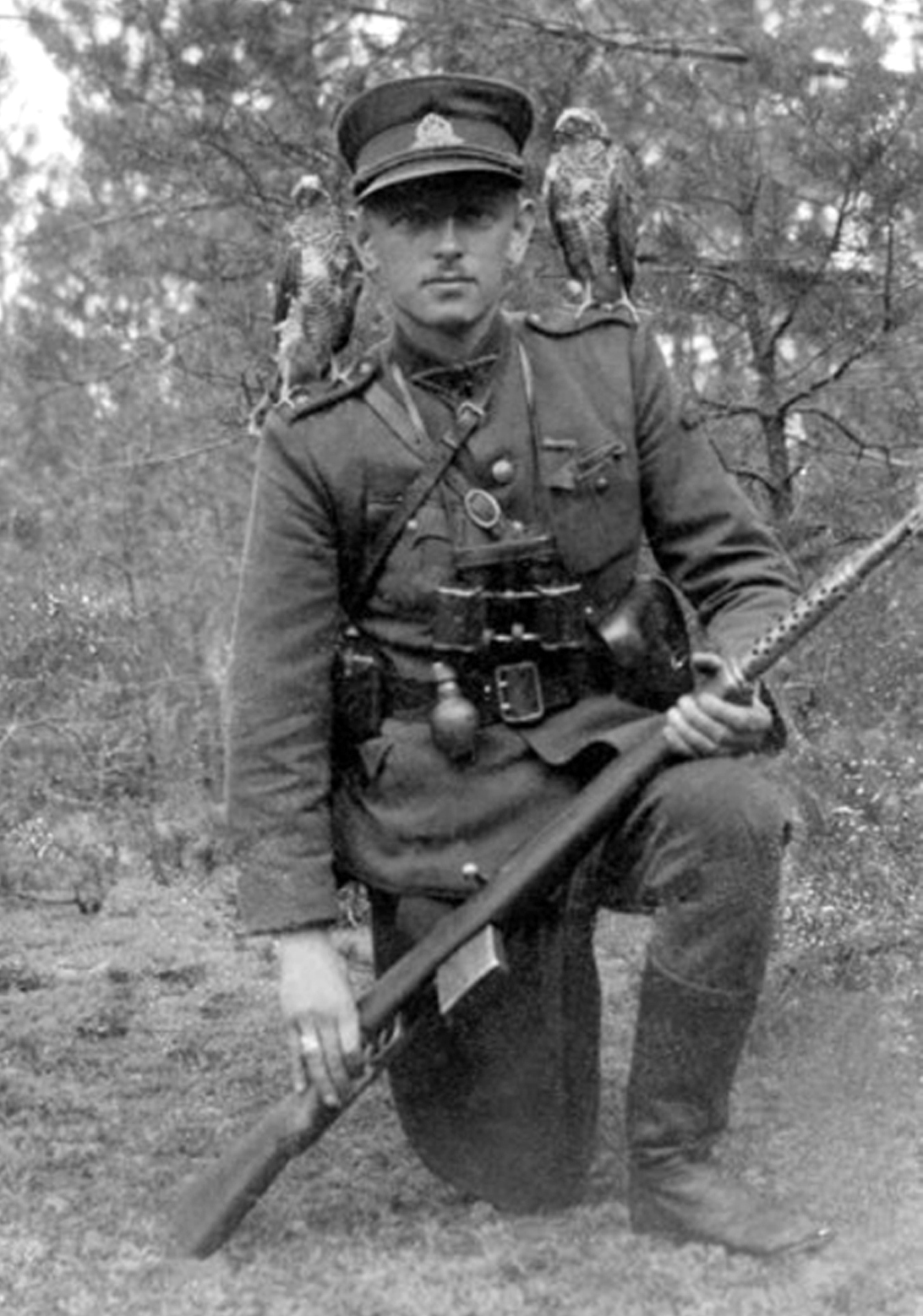
Партизанський командир Адольфас Раманаускас-Ванагас, 1947

В перший рік партизанської війни, в той час як Друга світова війна все ще тривала, було вбито близько 10,000 литовців — приблизно половина від загального числа смертей. Чоловіки уникалии призову на військову службу до Червоної Армії, а замість цього ховалися у лісах і приєднувалися до литовських партизан. Не всі групи були озброєні або має намір активно боротися проти Радянського Союзу. Партизанські групи були відносно великі, 100 осіб і більше. Були кілька великих відкритих зіткнень між партизанами і військами НКВС, в тому числі в Калнішкє, Палєпяї, Седі, Віртюкаї.
У липні 1945 року, після закінчення Другої світової війни, СРСР оголосив амністію і кампанію з «легалізації» для тих, хто ховається в лісах, щоб уникнути призову на військову службу. Згідно з радянським звітом 1957 року, в цілому 38,838 осіб вийшли з підпілля в рамках кампанії (8350 з них були класифіковані як «озброєні націоналістичні бандити», 30,488 як дезертири, що уникли призову на військову службу).

### Літо 1946—1948
На другому етапі партизанської війни, партизанські групи стали меншими, але краще організованими. Вони поділялися на підрозділи і райони та прагнули до кращої централізації. Територія Литви була розділена на три області і дев'ять районів (лит. apygarda):
- Південно-Литовський: райони Tauro і Dainavos;
- Східно-Литовський: райони Algimanto, Didžioji Kova, Vytis і Vytautas;
- Західно-Литовський: райони Kęstutis, Prisikėlimas i Žemaičiai.

Відкриті бої з військами НКВС/МВС поступилися підпільною діяльністю. Було важливо зберегти дух людей. Тому партизани ховалися в бункерах і частіше брали участь у політичній та пропагандистській діяльності. Зокрема, вони бойкотували і перешкоджали проведенню виборів до Верховної Ради Радянського Союзу в лютому 1946 року і до Верховної Ради Литовської РСР у лютому 1947 року. Друкувалися агітаційні бюлетені, листівки, газети. В цілому було зареєстровано майже 80 різних періодичних підпільних видань. МВС також змінив свою тактику. Він почав набирати агентів і організовувати винищувальні батальйони. Відповіддю партизан стали каральні акції проти колаборантів з Радянським Союзом. За деякими підрахунками, партизани вбили близько 19,000 таких колаборантів. Цей аспект партизанської війни дозволив Радянському Союзу зобразити партизан як «кровожерливих бандитів» і залишається спірним і донині.

### Спад: 1949—1953

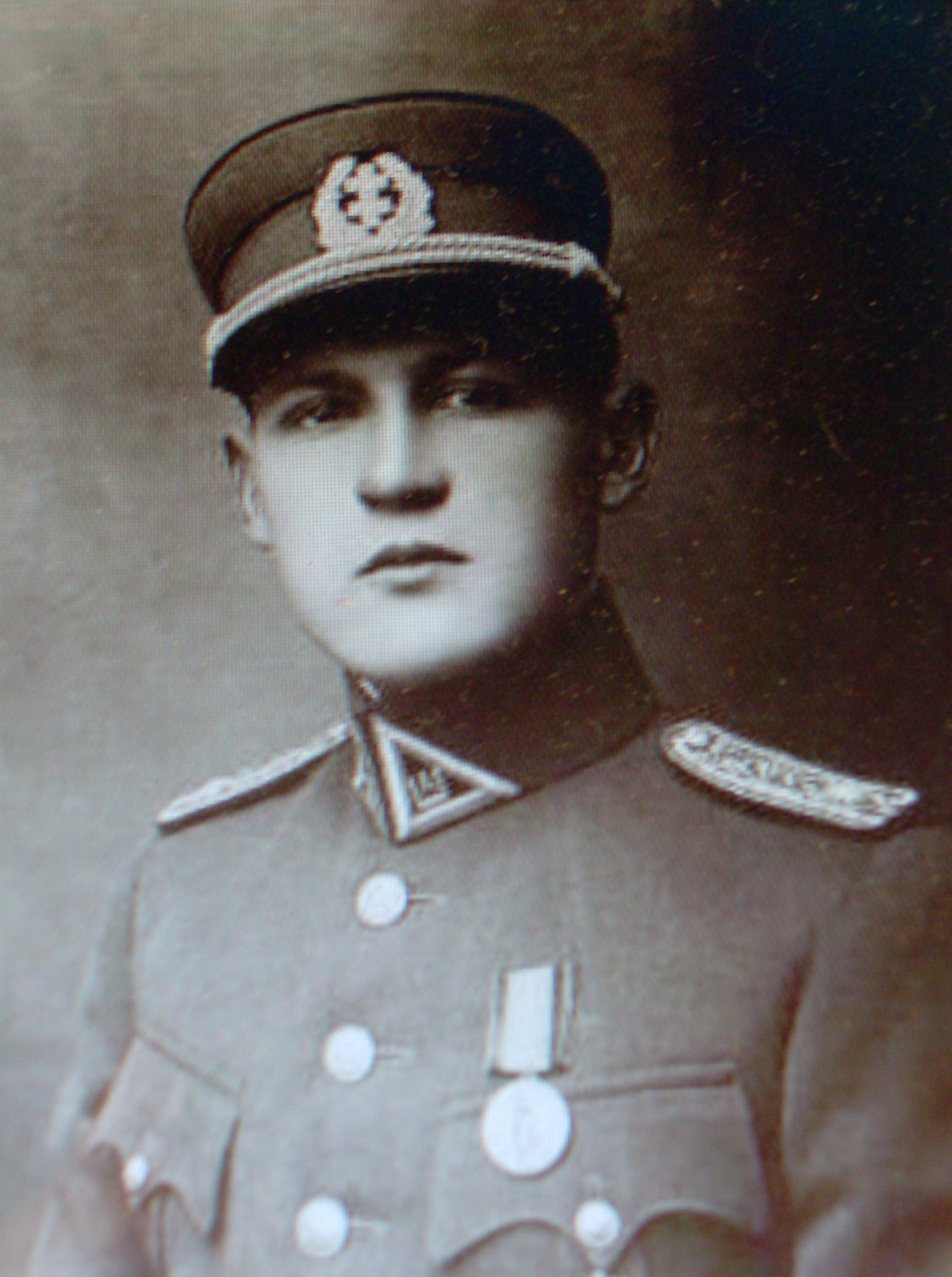
Йонас Жямайтіс-Вітаутас

У лютому 1948 року партизанські лідери зустрілися в селі Мінайчяй і створили централізовану команду — Союз борців за свободу Литви. Бригадний генерал Йонас Жямайтіс-Вітаутас був обраний його головою. 16 лютого 1949 року, у 31-шу річниці Акту про незалежність Литви, Генштаб Союзу борців за свободу Литви підписали декларацію про майбутнє Литви. У заяві говориться, що відновлена Литва повинна бути демократичною державою, що буде надавати рівні права для кожного громадянина, заснованою на принципах свободи і демократичних цінностей. Там само заявляють, що Комуністична партія є злочинною організацією. Оришінал декларації був збережений в КДБ. У 1999 році Сейм Литви (парламент) офіційно визнав цю декларацію Декларацєю незалежності.
Юозас Лукша був одним з тих, кому вдалося втекти на Захід; він писав свої мемуари там, і був убитий подвійним агентом НКВС, Йонасом Кукаускасом після того, як повернувся в окуповану Литву 1951 року. На початку 1950-х років, радянські війська знищили велику частину націоналістичного опору Литви. Розвідки, зібрані радянськими шпигунами, що проникли на Захід, і КДБ в рамках руху опору, в поєднанні з великими радянськими операціями в 1952 році вдалося покласти край кампанії проти них.
Адольфас Раманаускас (псевдо — Ванагас), останній офіційний командир Союзу борців за свободу Литви, був заарештований в жовтні 1956 року і страчений в листопаді 1957 року. Пранас Кончус (псевдо — Адомас) і Костас Люберскіс (псевдо — Жвайніс) стали останніми литовськими партизанами, убитими в бою. Кончус був убитий 6 липня 1965 року (деякі джерела вказують, що він застрелився, щоб уникнути арешту) і нагороджений орденом Хреста Витязя 2000 року. Люберскіс був убитий 2 жовтня 1969 року; його доля була невідома до кінця 2000-х років. Стасіс Ґіґа (псевдо — Тарзанас) помер в бігах у 1986 році.

## Наслідки, пам'ятники і вшанування

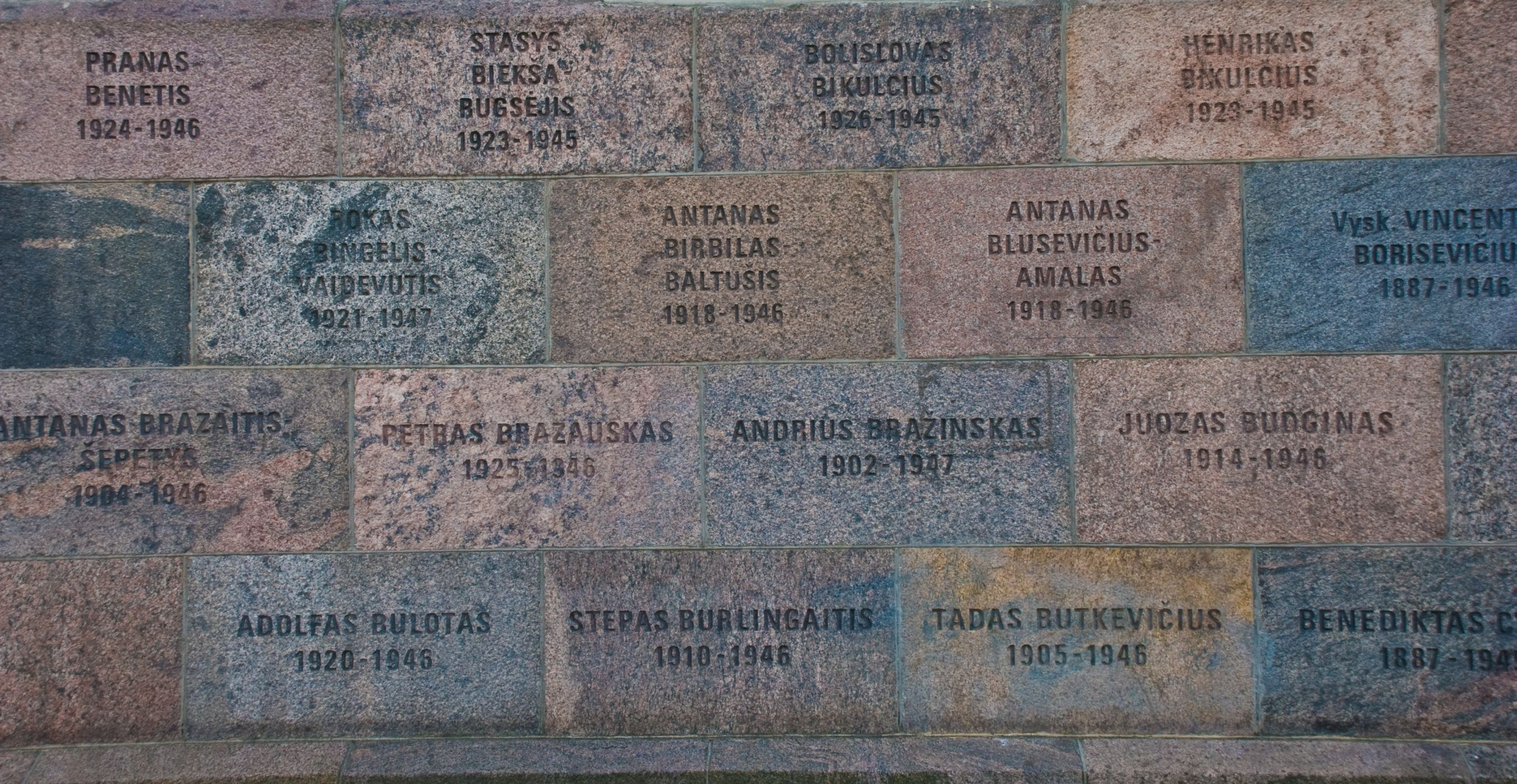
Стіна колишньої штаб-квартири КДБ у Вільнюсі з викарбуваними іменами закатованих і вбитих у підвалі КДБ (нині Музей жертв геноциду).

Багато націоналістів-партизан сподівалися з початком Холодної війни між Заходом, який формально ніколи не визнавав радянської окупації, і Радянським Союзом на збройний конфлікт, в якому Литва буде звільнена. Це так ніколи й не сталося, багато з живих колишніх партизанів залишилися ображені, що Захід не вплинув на Радянський Союз у військовому відношенні.
Згадки про рух опору були заборонені за радянської влади. Твори литовських емігрантів на тему партизанської війни часто називалися прикладами «етнічної симпатії» і нехтувалися в СРСР.
У Литві ветерани боротьби за свободу отримують державну пенсію. Третя неділя травня відзначається як День партизана. У 2005 році в Литві налічувалося близько 350 колишніх партизани, що ще залишалися живими.

### Фільми
Фільм 1966 року «Ніхто не хотів помирати» (лит. Niekas nenorėjo Mirti) радянсько-литовського режисера Вітаутаса Жалакявічуса зображує трагедію конфлікту, в якому «брат йде на брата». Попри те що події зображуються з радянської точки зору, фільм дає багато підказок, які натякають на можливість альтернативних точок зору. Фільм приніс визнання Жалакявічусу і ряду молодих литовських акторів, які грають головні ролі у фільмі.
Фільм 2004 року «Зовсім один» (лит. Vienui Vieni) зображує труднощі литовського партизанського лідера Юозаса Лукші, який двічі побував у Західній Європі в спробах отримати підтримку збройного опору.
Документальний фільм 2005 року «Стірна» розповідає про студентку-медика і фармацевта Ізабель Вілімайте (псевдо Стірна), литовку, уродженку США, яка переїхала до Литви разом з родиною у 1932 році і стала підпільним медиком і джерело медичного обслуговування для партизани, урешті-решт, стала районою зв'язковою. Вона проникла в місцевий комсомол, був виявлений, схоплена, але врятувалася двічі. Після проходження через підвали КДБ, вона підозрюється партизанами у співпраці з радянською владою як інформаторка і була майже страчена партизанами. Її Бункер був урешті-решт виявлений КДБ, і вона була захоплена в третій раз, допитана і убита.
У 2014 році в США був випущений документальний фільм «Невидимий фронт» про Юозаса Лукшу.